# Матанбаал II
Матанбаал II (Матинубаал II; «подарок Баала»; финик. Matan-ba‘al, Matinu-ba‘al) — царь Арвада во второй половине VIII века до н. э.

## Биография
Матанбаал II известен только из ассирийских надписей. В одной из них он, Итобаал II Тирский и Шипитбаал II Библский, также как и другие правители Финикии, упоминаются среди тех, кто в 743 или 742 году до н. э. выплатил дань властителю Ассирии Тиглатпаласару III. Как долго до того Матанбаал II правил Арвадом, сведений не сохранилось. Предыдущим известным из исторических источников арвадским царём был Матанбаал I, в 853 году до н. э. участвовавший в битве при Каркаре.
О судьбе Матанбаала II после выплаты им дани ассирийцам достоверных свидетельств нет. Предполагается, что он может быть тождественен неназванному по имени царю Арвада, приблизительно в 738 году до н. э. участвовавшему в восстании против Тиглатпаласара III и за это лишённому части своих владений. Вероятно, что мятеж, после которого территория Арвадского царства была уменьшена — это подавленное ассирийцами восстание под руководством Азрийау.
Точно не известно, кто был непосредственным преемником Матанбаала II на престоле. В «Анналах» царя Саргона II упоминается неназванный по имени правитель Арвада, поднявший против ассирийцев мятеж около 720 года до н. э. Вероятно, это уже был один из преемников Матанбаала II. Следующим известным по имени арвадским царём был Абдэл, правление которого датируется концом VIII века до н. э.